# Сен-Лезе
Сен-Лезе́ (фр. Saint-Lézer, окс. Sent Leser) — коммуна во Франции, находится в регионе Юг — Пиренеи. Департамент — Верхние Пиренеи. Входит в состав кантона Вик-ан-Бигор. Округ коммуны — Тарб.
Код INSEE коммуны — 65390.

## География
Коммуна расположена приблизительно в 640 км к югу от Парижа, в 120 км западнее Тулузы, в 16 км к северу от Тарба.
На востоке коммуны протекает река Эшес.

## Климат
Климат умеренно-океанический с солнечной тёплой погодой и обильными осадками на протяжении практически всего года.

## Население
Население коммуны на 2010 год составляло 415 человек.
| 1962 | 1968 | 1975 | 1982 | 1990 | 1999 | 2010 |
| ---- | ---- | ---- | ---- | ---- | ---- | ---- |
| 255  | 268  | 331  | 362  | 363  | 333  | 415  |

## Администрация
| Период | Период | Фамилия          | Партия | Примечания |
| ------ | ------ | ---------------- | ------ | ---------- |
| 2001   | 2008   | Рене Ламон       |        |            |
| 2008   | 2014   | Франсуа Оссибаль |        |            |
| 2014   | 2020   | Серж Жозеф       |        |            |

## Экономика
В 2010 году среди 250 человек трудоспособного возраста (15-64 лет) 181 были экономически активными, 69 — неактивными (показатель активности — 72,4 %, в 1999 году было 66,3 %). Из 181 активных жителей работали 169 человек (88 мужчин и 81 женщина), безработных было 12 (4 мужчины и 8 женщин). Среди 69 неактивных 22 человека были учениками или студентами, 28 — пенсионерами, 19 были неактивными по другим причинам.

## Достопримечательности
- Бывший монастырь Кастетбьей (VI век). Исторический памятник с 1987 года[4]
- Мельница (XVIII век)

## Фотогалерея

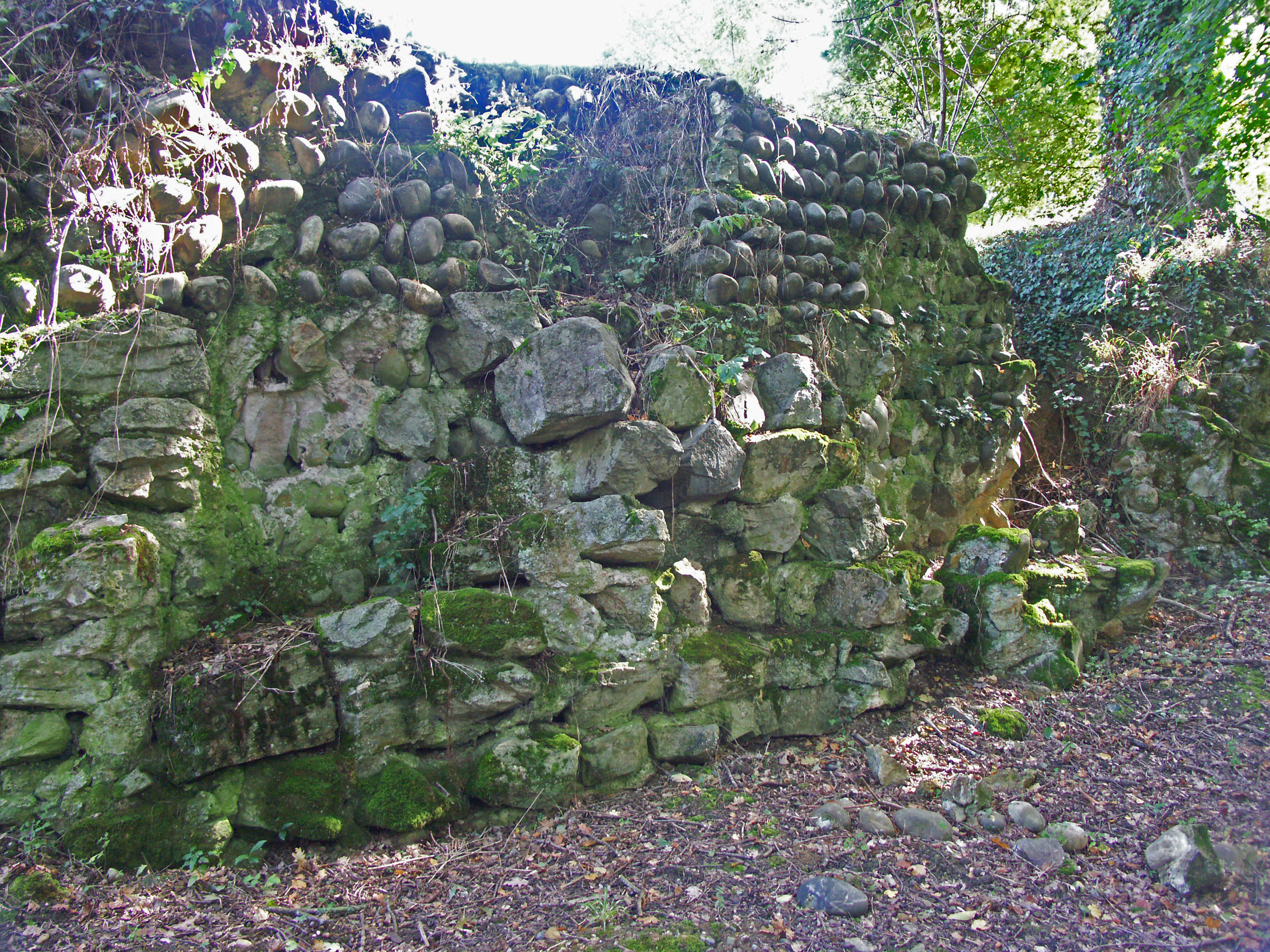
Руины галло-римских сооружений
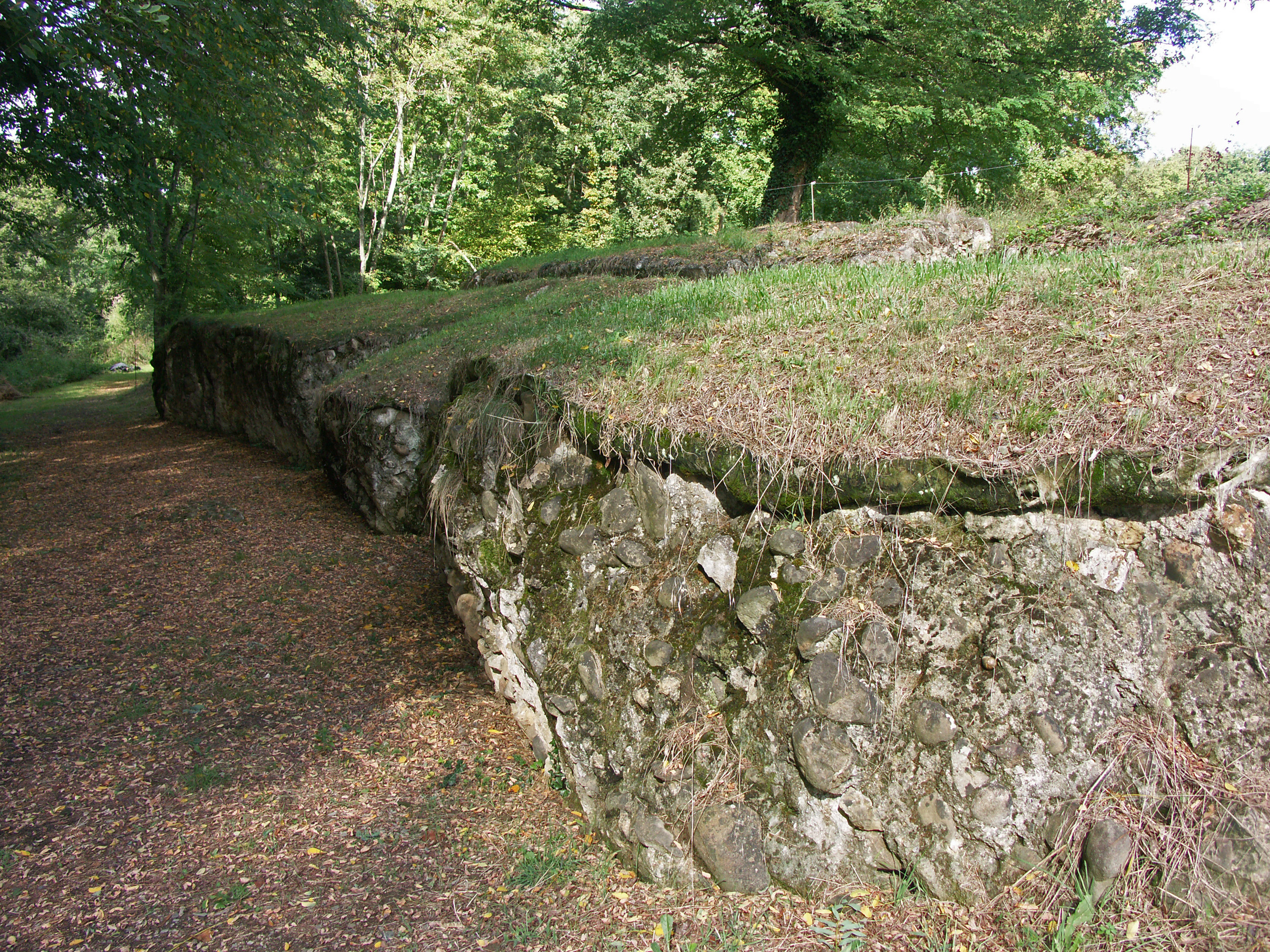
Руины галло-римских сооружений
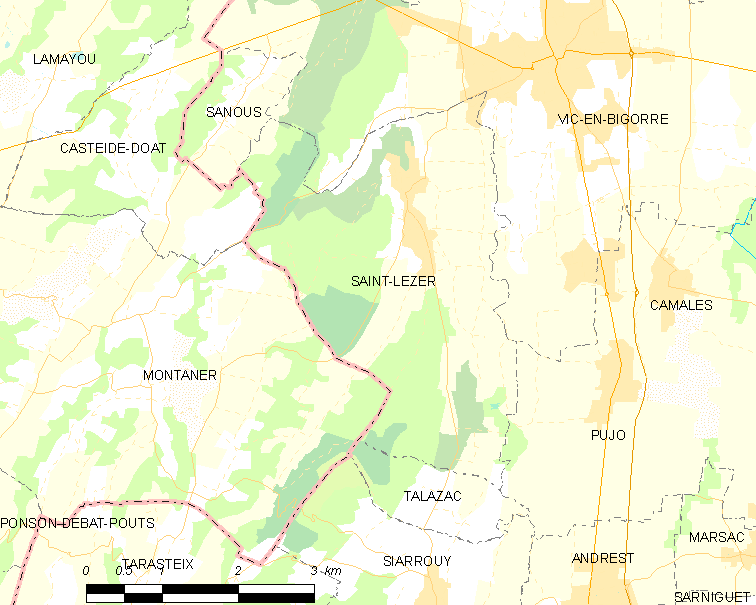
Карта коммуны